# Riudecanyes
Riudecanyes – gmina w Hiszpanii, w prowincji Tarragona, w Katalonii, o powierzchni 17,05 km². W 2011 roku gmina liczyła 1183 mieszkańców.